# Wishbone Ash
A Wishbone Ash egy brit rockegyüttes, amely az 1970-es évek elején és közepén ért el sikereket. Legnépszerűbb albumaik a debütáló Wishbone Ash (1970), az Argus (1972), a There's the Rub (1974), és a New England (1976). Az első zenekarok között voltak, akik két szólógitárost használtak, és ezzel komoly szerepelt játszottak az ikergitáros harmóniák kifejlesztésében. Ted Turner és Andy Powell gitárosokat beválasztották "Minden idők 20 legjobb gitárosa" közé a Rolling Stone magazinban. A Melody Maker 1972-ben úgy jellemezte őket, mint „a legizgalmasabb gitárduó azóta, hogy Jeff Beck és Jimmy Page összeálltak a Yardbirdsben”.

## Története
A Wishbone Ash 1969-ben alakult meg a Devon-megyei Torquay városában a The Empty Vessels trió romjain, amelyből Martin Turner basszusgitáros és Steve Upton dobos érkezett az új zenekarba. Az eredeti felállás Andy Powell énekes/gitáros és Ted Turner gitáros csatlakozásával lett teljes. 1974-ben Turner elhagyta az együttest és Laurie Wisefield lépett a helyére. A szakmailag elismert és kereskedelmileg is sikeres együttes ebben az összeállításban játszott 1980-ig. Folyamatos tagcserék után, ami következtében egykori King Crimson, Trapeze, és Uriah Heep zenészek is megfordultak az együttesben, végül 1985-ben Wisefield kilépett.
Az eredeti felállás 1987-ben állt újra össze, és három albumot (Nouveau Calls, Here to Hear, ill. Strange Affair) készítettek el 1990-ig, amikor a dobos Upton hagyta el az együttest. A The Ash Live in Chicago koncertalbumot már az 1991-ben távozott Martin Turner nélkül vették fel, 1993-ban pedig Ted Turner is kilépett. 1995 óta az együttes változó felállásban készíti vegyes fogadtatásban részesülő albumait. 2004-ben Martin Turner létrehozta saját Wishbone Ash zenekarát, amivel rendszeresen koncertezik.

## Diszkográfia
Stúdióalbumok
- Wishbone Ash (1970)
- Pilgrimage (1971)
- Argus (1972)
- Wishbone Four (1973)
- There's the Rub (1974)
- Locked In (1976)
- New England (1976)
- Front Page News (1977)
- No Smoke Without Fire (1978)
- Just Testing (1980)
- Number the Brave (1981)
- Twin Barrels Burning (1982)
- Raw to the Bone (1985)
- Nouveau Calls (1987)
- Here to Hear (1989)
- Strange Affair (1991)
- Illuminations (1996)
- Trance Visionary (1997)
- Psychic Terrorism (1998)
- Bona Fide (2002)
- Clan Destiny (2006)
- Power of Eternity (2007)
- Elegant Stealth (2011)
- Blue Horizon (2014)
- Coat of Arms (2020)

## Fordítás
Ez a szócikk részben vagy egészben  a   Wishbone Ash című angol Wikipédia-szócikk fordításán alapul.  Az eredeti cikk szerkesztőit annak laptörténete sorolja fel. Ez a jelzés csupán a megfogalmazás eredetét és a szerzői jogokat jelzi, nem szolgál a cikkben szereplő információk forrásmegjelöléseként.